# Automolis jansei
Automolis jansei là một loài bướm đêm thuộc phân họ Arctiinae, họ Erebidae.